# Béchir
Béchir, Bechir ou Bachir est un prénom et un nom arabe, بشير, signifiant « celui qui apporte de bonnes nouvelles » : c'est l'un des noms qui désignent le Prophète. Il se rapproche du prénom français Ange.
Il est porté notamment par :
- Bashir Gemayel, président de la République libanaise, tué dans un attentat en 1982
- Omar Hassan el-Béchir ou Omar el-Béchir, président du Soudan de 1989 à 2019, né en 1944
- Hafida Bachir, féministe belge.

## Toponymes
- Sidi El Bachir, un quartier de la ville d'Oran (Algérie)
- Sidi El Béchir, une délégation tunisienne dépendant du gouvernorat de Tunis